# Флоріана (Фельдмана)-2 тема
Те́ма Флоріа́на (Фе́льдмана)-2 — тема в шаховій композиції ортодоксального жанру. Суть теми — переміна матів з чергуванням  у двох фазах при повторній загрозі механізму лише однієї чорної фігури.

## Історія
Ідею запропонував угорський проблеміст, міжнародний майстер спорту – Тибор Флоріан (02.03.1919—02.03.1990), перша відома його задача на цю ідею датована 1936 роком. Тема проходить лише на ходи однієї чорної фігури. В першій фазі, наприклад в ілюзорній грі, на байдужий (будь-який) хід тематичної чорної фігура виникає один мат чорному королю, а на точний хід — другий мат. В рішенні навпаки — мат, який виникав на точний хід, тепер виникає на байдужий хід, і відповідно мат, що був на довільний хід, тепер виникає на точний. Пройшло чергування матів у двох фазах при повторній загрозі. Тибор Флоріан, працюючи у 80-х роках XX століття в посольстві Угорщини в СРСР, виступав під псевдонімом Фельдман. Ідея, відкрита ним, спочатку називалась — тема Фельдмана-2, лише наприкінці XX століття проблемісти почали називати справжнім прізвищем — Флоріана, додаючи у дужки його псевдонім Фельдман. Тепер назва ідеї звучить — тема Флоріана (Фельдмана)-2, оскільки в цього проблеміста є ще й інша тема, яка має назву — тема Флоріана (Фельдмана)-1.

## Форми вираження теми
Тема може бути виражена в простій формі і в циклічній.

### Проста форма
Для простої форми потрібно, щоб в задачі було дві фази
Алгоритм вираження простої форми теми:

1. … a~ 2. A #
1. … a!  2. B #
1. X?
1. … a~ 2. B #
1. … a!  2. A #
|   | a | b | c | d | e | f | g | h |   |
| 8 | b8 чорний слон · c8 біла тура · d8 чорний ферзь · e8 білий слон · c7 чорний кінь · f7 білий кінь · a6 чорна тура · b6 білий пішак · d6 білий ферзь · e6 чорний пішак · b5 чорний пішак · c5 чорний пішак · h5 чорна тура · b4 білий кінь · c4 чорний король · d4 чорний пішак · g4 біла тура · h4 чорний пішак · a3 чорний пішак · a2 білий пішак · h2 білий король · e1 білий слон | b8 чорний слон · c8 біла тура · d8 чорний ферзь · e8 білий слон · c7 чорний кінь · f7 білий кінь · a6 чорна тура · b6 білий пішак · d6 білий ферзь · e6 чорний пішак · b5 чорний пішак · c5 чорний пішак · h5 чорна тура · b4 білий кінь · c4 чорний король · d4 чорний пішак · g4 біла тура · h4 чорний пішак · a3 чорний пішак · a2 білий пішак · h2 білий король · e1 білий слон | b8 чорний слон · c8 біла тура · d8 чорний ферзь · e8 білий слон · c7 чорний кінь · f7 білий кінь · a6 чорна тура · b6 білий пішак · d6 білий ферзь · e6 чорний пішак · b5 чорний пішак · c5 чорний пішак · h5 чорна тура · b4 білий кінь · c4 чорний король · d4 чорний пішак · g4 біла тура · h4 чорний пішак · a3 чорний пішак · a2 білий пішак · h2 білий король · e1 білий слон | b8 чорний слон · c8 біла тура · d8 чорний ферзь · e8 білий слон · c7 чорний кінь · f7 білий кінь · a6 чорна тура · b6 білий пішак · d6 білий ферзь · e6 чорний пішак · b5 чорний пішак · c5 чорний пішак · h5 чорна тура · b4 білий кінь · c4 чорний король · d4 чорний пішак · g4 біла тура · h4 чорний пішак · a3 чорний пішак · a2 білий пішак · h2 білий король · e1 білий слон | b8 чорний слон · c8 біла тура · d8 чорний ферзь · e8 білий слон · c7 чорний кінь · f7 білий кінь · a6 чорна тура · b6 білий пішак · d6 білий ферзь · e6 чорний пішак · b5 чорний пішак · c5 чорний пішак · h5 чорна тура · b4 білий кінь · c4 чорний король · d4 чорний пішак · g4 біла тура · h4 чорний пішак · a3 чорний пішак · a2 білий пішак · h2 білий король · e1 білий слон | b8 чорний слон · c8 біла тура · d8 чорний ферзь · e8 білий слон · c7 чорний кінь · f7 білий кінь · a6 чорна тура · b6 білий пішак · d6 білий ферзь · e6 чорний пішак · b5 чорний пішак · c5 чорний пішак · h5 чорна тура · b4 білий кінь · c4 чорний король · d4 чорний пішак · g4 біла тура · h4 чорний пішак · a3 чорний пішак · a2 білий пішак · h2 білий король · e1 білий слон | b8 чорний слон · c8 біла тура · d8 чорний ферзь · e8 білий слон · c7 чорний кінь · f7 білий кінь · a6 чорна тура · b6 білий пішак · d6 білий ферзь · e6 чорний пішак · b5 чорний пішак · c5 чорний пішак · h5 чорна тура · b4 білий кінь · c4 чорний король · d4 чорний пішак · g4 біла тура · h4 чорний пішак · a3 чорний пішак · a2 білий пішак · h2 білий король · e1 білий слон | b8 чорний слон · c8 біла тура · d8 чорний ферзь · e8 білий слон · c7 чорний кінь · f7 білий кінь · a6 чорна тура · b6 білий пішак · d6 білий ферзь · e6 чорний пішак · b5 чорний пішак · c5 чорний пішак · h5 чорна тура · b4 білий кінь · c4 чорний король · d4 чорний пішак · g4 біла тура · h4 чорний пішак · a3 чорний пішак · a2 білий пішак · h2 білий король · e1 білий слон | 8 |
| 7 | b8 чорний слон · c8 біла тура · d8 чорний ферзь · e8 білий слон · c7 чорний кінь · f7 білий кінь · a6 чорна тура · b6 білий пішак · d6 білий ферзь · e6 чорний пішак · b5 чорний пішак · c5 чорний пішак · h5 чорна тура · b4 білий кінь · c4 чорний король · d4 чорний пішак · g4 біла тура · h4 чорний пішак · a3 чорний пішак · a2 білий пішак · h2 білий король · e1 білий слон | b8 чорний слон · c8 біла тура · d8 чорний ферзь · e8 білий слон · c7 чорний кінь · f7 білий кінь · a6 чорна тура · b6 білий пішак · d6 білий ферзь · e6 чорний пішак · b5 чорний пішак · c5 чорний пішак · h5 чорна тура · b4 білий кінь · c4 чорний король · d4 чорний пішак · g4 біла тура · h4 чорний пішак · a3 чорний пішак · a2 білий пішак · h2 білий король · e1 білий слон | b8 чорний слон · c8 біла тура · d8 чорний ферзь · e8 білий слон · c7 чорний кінь · f7 білий кінь · a6 чорна тура · b6 білий пішак · d6 білий ферзь · e6 чорний пішак · b5 чорний пішак · c5 чорний пішак · h5 чорна тура · b4 білий кінь · c4 чорний король · d4 чорний пішак · g4 біла тура · h4 чорний пішак · a3 чорний пішак · a2 білий пішак · h2 білий король · e1 білий слон | b8 чорний слон · c8 біла тура · d8 чорний ферзь · e8 білий слон · c7 чорний кінь · f7 білий кінь · a6 чорна тура · b6 білий пішак · d6 білий ферзь · e6 чорний пішак · b5 чорний пішак · c5 чорний пішак · h5 чорна тура · b4 білий кінь · c4 чорний король · d4 чорний пішак · g4 біла тура · h4 чорний пішак · a3 чорний пішак · a2 білий пішак · h2 білий король · e1 білий слон | b8 чорний слон · c8 біла тура · d8 чорний ферзь · e8 білий слон · c7 чорний кінь · f7 білий кінь · a6 чорна тура · b6 білий пішак · d6 білий ферзь · e6 чорний пішак · b5 чорний пішак · c5 чорний пішак · h5 чорна тура · b4 білий кінь · c4 чорний король · d4 чорний пішак · g4 біла тура · h4 чорний пішак · a3 чорний пішак · a2 білий пішак · h2 білий король · e1 білий слон | b8 чорний слон · c8 біла тура · d8 чорний ферзь · e8 білий слон · c7 чорний кінь · f7 білий кінь · a6 чорна тура · b6 білий пішак · d6 білий ферзь · e6 чорний пішак · b5 чорний пішак · c5 чорний пішак · h5 чорна тура · b4 білий кінь · c4 чорний король · d4 чорний пішак · g4 біла тура · h4 чорний пішак · a3 чорний пішак · a2 білий пішак · h2 білий король · e1 білий слон | b8 чорний слон · c8 біла тура · d8 чорний ферзь · e8 білий слон · c7 чорний кінь · f7 білий кінь · a6 чорна тура · b6 білий пішак · d6 білий ферзь · e6 чорний пішак · b5 чорний пішак · c5 чорний пішак · h5 чорна тура · b4 білий кінь · c4 чорний король · d4 чорний пішак · g4 біла тура · h4 чорний пішак · a3 чорний пішак · a2 білий пішак · h2 білий король · e1 білий слон | b8 чорний слон · c8 біла тура · d8 чорний ферзь · e8 білий слон · c7 чорний кінь · f7 білий кінь · a6 чорна тура · b6 білий пішак · d6 білий ферзь · e6 чорний пішак · b5 чорний пішак · c5 чорний пішак · h5 чорна тура · b4 білий кінь · c4 чорний король · d4 чорний пішак · g4 біла тура · h4 чорний пішак · a3 чорний пішак · a2 білий пішак · h2 білий король · e1 білий слон | 7 |
| 6 | b8 чорний слон · c8 біла тура · d8 чорний ферзь · e8 білий слон · c7 чорний кінь · f7 білий кінь · a6 чорна тура · b6 білий пішак · d6 білий ферзь · e6 чорний пішак · b5 чорний пішак · c5 чорний пішак · h5 чорна тура · b4 білий кінь · c4 чорний король · d4 чорний пішак · g4 біла тура · h4 чорний пішак · a3 чорний пішак · a2 білий пішак · h2 білий король · e1 білий слон | b8 чорний слон · c8 біла тура · d8 чорний ферзь · e8 білий слон · c7 чорний кінь · f7 білий кінь · a6 чорна тура · b6 білий пішак · d6 білий ферзь · e6 чорний пішак · b5 чорний пішак · c5 чорний пішак · h5 чорна тура · b4 білий кінь · c4 чорний король · d4 чорний пішак · g4 біла тура · h4 чорний пішак · a3 чорний пішак · a2 білий пішак · h2 білий король · e1 білий слон | b8 чорний слон · c8 біла тура · d8 чорний ферзь · e8 білий слон · c7 чорний кінь · f7 білий кінь · a6 чорна тура · b6 білий пішак · d6 білий ферзь · e6 чорний пішак · b5 чорний пішак · c5 чорний пішак · h5 чорна тура · b4 білий кінь · c4 чорний король · d4 чорний пішак · g4 біла тура · h4 чорний пішак · a3 чорний пішак · a2 білий пішак · h2 білий король · e1 білий слон | b8 чорний слон · c8 біла тура · d8 чорний ферзь · e8 білий слон · c7 чорний кінь · f7 білий кінь · a6 чорна тура · b6 білий пішак · d6 білий ферзь · e6 чорний пішак · b5 чорний пішак · c5 чорний пішак · h5 чорна тура · b4 білий кінь · c4 чорний король · d4 чорний пішак · g4 біла тура · h4 чорний пішак · a3 чорний пішак · a2 білий пішак · h2 білий король · e1 білий слон | b8 чорний слон · c8 біла тура · d8 чорний ферзь · e8 білий слон · c7 чорний кінь · f7 білий кінь · a6 чорна тура · b6 білий пішак · d6 білий ферзь · e6 чорний пішак · b5 чорний пішак · c5 чорний пішак · h5 чорна тура · b4 білий кінь · c4 чорний король · d4 чорний пішак · g4 біла тура · h4 чорний пішак · a3 чорний пішак · a2 білий пішак · h2 білий король · e1 білий слон | b8 чорний слон · c8 біла тура · d8 чорний ферзь · e8 білий слон · c7 чорний кінь · f7 білий кінь · a6 чорна тура · b6 білий пішак · d6 білий ферзь · e6 чорний пішак · b5 чорний пішак · c5 чорний пішак · h5 чорна тура · b4 білий кінь · c4 чорний король · d4 чорний пішак · g4 біла тура · h4 чорний пішак · a3 чорний пішак · a2 білий пішак · h2 білий король · e1 білий слон | b8 чорний слон · c8 біла тура · d8 чорний ферзь · e8 білий слон · c7 чорний кінь · f7 білий кінь · a6 чорна тура · b6 білий пішак · d6 білий ферзь · e6 чорний пішак · b5 чорний пішак · c5 чорний пішак · h5 чорна тура · b4 білий кінь · c4 чорний король · d4 чорний пішак · g4 біла тура · h4 чорний пішак · a3 чорний пішак · a2 білий пішак · h2 білий король · e1 білий слон | b8 чорний слон · c8 біла тура · d8 чорний ферзь · e8 білий слон · c7 чорний кінь · f7 білий кінь · a6 чорна тура · b6 білий пішак · d6 білий ферзь · e6 чорний пішак · b5 чорний пішак · c5 чорний пішак · h5 чорна тура · b4 білий кінь · c4 чорний король · d4 чорний пішак · g4 біла тура · h4 чорний пішак · a3 чорний пішак · a2 білий пішак · h2 білий король · e1 білий слон | 6 |
| 5 | b8 чорний слон · c8 біла тура · d8 чорний ферзь · e8 білий слон · c7 чорний кінь · f7 білий кінь · a6 чорна тура · b6 білий пішак · d6 білий ферзь · e6 чорний пішак · b5 чорний пішак · c5 чорний пішак · h5 чорна тура · b4 білий кінь · c4 чорний король · d4 чорний пішак · g4 біла тура · h4 чорний пішак · a3 чорний пішак · a2 білий пішак · h2 білий король · e1 білий слон | b8 чорний слон · c8 біла тура · d8 чорний ферзь · e8 білий слон · c7 чорний кінь · f7 білий кінь · a6 чорна тура · b6 білий пішак · d6 білий ферзь · e6 чорний пішак · b5 чорний пішак · c5 чорний пішак · h5 чорна тура · b4 білий кінь · c4 чорний король · d4 чорний пішак · g4 біла тура · h4 чорний пішак · a3 чорний пішак · a2 білий пішак · h2 білий король · e1 білий слон | b8 чорний слон · c8 біла тура · d8 чорний ферзь · e8 білий слон · c7 чорний кінь · f7 білий кінь · a6 чорна тура · b6 білий пішак · d6 білий ферзь · e6 чорний пішак · b5 чорний пішак · c5 чорний пішак · h5 чорна тура · b4 білий кінь · c4 чорний король · d4 чорний пішак · g4 біла тура · h4 чорний пішак · a3 чорний пішак · a2 білий пішак · h2 білий король · e1 білий слон | b8 чорний слон · c8 біла тура · d8 чорний ферзь · e8 білий слон · c7 чорний кінь · f7 білий кінь · a6 чорна тура · b6 білий пішак · d6 білий ферзь · e6 чорний пішак · b5 чорний пішак · c5 чорний пішак · h5 чорна тура · b4 білий кінь · c4 чорний король · d4 чорний пішак · g4 біла тура · h4 чорний пішак · a3 чорний пішак · a2 білий пішак · h2 білий король · e1 білий слон | b8 чорний слон · c8 біла тура · d8 чорний ферзь · e8 білий слон · c7 чорний кінь · f7 білий кінь · a6 чорна тура · b6 білий пішак · d6 білий ферзь · e6 чорний пішак · b5 чорний пішак · c5 чорний пішак · h5 чорна тура · b4 білий кінь · c4 чорний король · d4 чорний пішак · g4 біла тура · h4 чорний пішак · a3 чорний пішак · a2 білий пішак · h2 білий король · e1 білий слон | b8 чорний слон · c8 біла тура · d8 чорний ферзь · e8 білий слон · c7 чорний кінь · f7 білий кінь · a6 чорна тура · b6 білий пішак · d6 білий ферзь · e6 чорний пішак · b5 чорний пішак · c5 чорний пішак · h5 чорна тура · b4 білий кінь · c4 чорний король · d4 чорний пішак · g4 біла тура · h4 чорний пішак · a3 чорний пішак · a2 білий пішак · h2 білий король · e1 білий слон | b8 чорний слон · c8 біла тура · d8 чорний ферзь · e8 білий слон · c7 чорний кінь · f7 білий кінь · a6 чорна тура · b6 білий пішак · d6 білий ферзь · e6 чорний пішак · b5 чорний пішак · c5 чорний пішак · h5 чорна тура · b4 білий кінь · c4 чорний король · d4 чорний пішак · g4 біла тура · h4 чорний пішак · a3 чорний пішак · a2 білий пішак · h2 білий король · e1 білий слон | b8 чорний слон · c8 біла тура · d8 чорний ферзь · e8 білий слон · c7 чорний кінь · f7 білий кінь · a6 чорна тура · b6 білий пішак · d6 білий ферзь · e6 чорний пішак · b5 чорний пішак · c5 чорний пішак · h5 чорна тура · b4 білий кінь · c4 чорний король · d4 чорний пішак · g4 біла тура · h4 чорний пішак · a3 чорний пішак · a2 білий пішак · h2 білий король · e1 білий слон | 5 |
| 4 | b8 чорний слон · c8 біла тура · d8 чорний ферзь · e8 білий слон · c7 чорний кінь · f7 білий кінь · a6 чорна тура · b6 білий пішак · d6 білий ферзь · e6 чорний пішак · b5 чорний пішак · c5 чорний пішак · h5 чорна тура · b4 білий кінь · c4 чорний король · d4 чорний пішак · g4 біла тура · h4 чорний пішак · a3 чорний пішак · a2 білий пішак · h2 білий король · e1 білий слон | b8 чорний слон · c8 біла тура · d8 чорний ферзь · e8 білий слон · c7 чорний кінь · f7 білий кінь · a6 чорна тура · b6 білий пішак · d6 білий ферзь · e6 чорний пішак · b5 чорний пішак · c5 чорний пішак · h5 чорна тура · b4 білий кінь · c4 чорний король · d4 чорний пішак · g4 біла тура · h4 чорний пішак · a3 чорний пішак · a2 білий пішак · h2 білий король · e1 білий слон | b8 чорний слон · c8 біла тура · d8 чорний ферзь · e8 білий слон · c7 чорний кінь · f7 білий кінь · a6 чорна тура · b6 білий пішак · d6 білий ферзь · e6 чорний пішак · b5 чорний пішак · c5 чорний пішак · h5 чорна тура · b4 білий кінь · c4 чорний король · d4 чорний пішак · g4 біла тура · h4 чорний пішак · a3 чорний пішак · a2 білий пішак · h2 білий король · e1 білий слон | b8 чорний слон · c8 біла тура · d8 чорний ферзь · e8 білий слон · c7 чорний кінь · f7 білий кінь · a6 чорна тура · b6 білий пішак · d6 білий ферзь · e6 чорний пішак · b5 чорний пішак · c5 чорний пішак · h5 чорна тура · b4 білий кінь · c4 чорний король · d4 чорний пішак · g4 біла тура · h4 чорний пішак · a3 чорний пішак · a2 білий пішак · h2 білий король · e1 білий слон | b8 чорний слон · c8 біла тура · d8 чорний ферзь · e8 білий слон · c7 чорний кінь · f7 білий кінь · a6 чорна тура · b6 білий пішак · d6 білий ферзь · e6 чорний пішак · b5 чорний пішак · c5 чорний пішак · h5 чорна тура · b4 білий кінь · c4 чорний король · d4 чорний пішак · g4 біла тура · h4 чорний пішак · a3 чорний пішак · a2 білий пішак · h2 білий король · e1 білий слон | b8 чорний слон · c8 біла тура · d8 чорний ферзь · e8 білий слон · c7 чорний кінь · f7 білий кінь · a6 чорна тура · b6 білий пішак · d6 білий ферзь · e6 чорний пішак · b5 чорний пішак · c5 чорний пішак · h5 чорна тура · b4 білий кінь · c4 чорний король · d4 чорний пішак · g4 біла тура · h4 чорний пішак · a3 чорний пішак · a2 білий пішак · h2 білий король · e1 білий слон | b8 чорний слон · c8 біла тура · d8 чорний ферзь · e8 білий слон · c7 чорний кінь · f7 білий кінь · a6 чорна тура · b6 білий пішак · d6 білий ферзь · e6 чорний пішак · b5 чорний пішак · c5 чорний пішак · h5 чорна тура · b4 білий кінь · c4 чорний король · d4 чорний пішак · g4 біла тура · h4 чорний пішак · a3 чорний пішак · a2 білий пішак · h2 білий король · e1 білий слон | b8 чорний слон · c8 біла тура · d8 чорний ферзь · e8 білий слон · c7 чорний кінь · f7 білий кінь · a6 чорна тура · b6 білий пішак · d6 білий ферзь · e6 чорний пішак · b5 чорний пішак · c5 чорний пішак · h5 чорна тура · b4 білий кінь · c4 чорний король · d4 чорний пішак · g4 біла тура · h4 чорний пішак · a3 чорний пішак · a2 білий пішак · h2 білий король · e1 білий слон | 4 |
| 3 | b8 чорний слон · c8 біла тура · d8 чорний ферзь · e8 білий слон · c7 чорний кінь · f7 білий кінь · a6 чорна тура · b6 білий пішак · d6 білий ферзь · e6 чорний пішак · b5 чорний пішак · c5 чорний пішак · h5 чорна тура · b4 білий кінь · c4 чорний король · d4 чорний пішак · g4 біла тура · h4 чорний пішак · a3 чорний пішак · a2 білий пішак · h2 білий король · e1 білий слон | b8 чорний слон · c8 біла тура · d8 чорний ферзь · e8 білий слон · c7 чорний кінь · f7 білий кінь · a6 чорна тура · b6 білий пішак · d6 білий ферзь · e6 чорний пішак · b5 чорний пішак · c5 чорний пішак · h5 чорна тура · b4 білий кінь · c4 чорний король · d4 чорний пішак · g4 біла тура · h4 чорний пішак · a3 чорний пішак · a2 білий пішак · h2 білий король · e1 білий слон | b8 чорний слон · c8 біла тура · d8 чорний ферзь · e8 білий слон · c7 чорний кінь · f7 білий кінь · a6 чорна тура · b6 білий пішак · d6 білий ферзь · e6 чорний пішак · b5 чорний пішак · c5 чорний пішак · h5 чорна тура · b4 білий кінь · c4 чорний король · d4 чорний пішак · g4 біла тура · h4 чорний пішак · a3 чорний пішак · a2 білий пішак · h2 білий король · e1 білий слон | b8 чорний слон · c8 біла тура · d8 чорний ферзь · e8 білий слон · c7 чорний кінь · f7 білий кінь · a6 чорна тура · b6 білий пішак · d6 білий ферзь · e6 чорний пішак · b5 чорний пішак · c5 чорний пішак · h5 чорна тура · b4 білий кінь · c4 чорний король · d4 чорний пішак · g4 біла тура · h4 чорний пішак · a3 чорний пішак · a2 білий пішак · h2 білий король · e1 білий слон | b8 чорний слон · c8 біла тура · d8 чорний ферзь · e8 білий слон · c7 чорний кінь · f7 білий кінь · a6 чорна тура · b6 білий пішак · d6 білий ферзь · e6 чорний пішак · b5 чорний пішак · c5 чорний пішак · h5 чорна тура · b4 білий кінь · c4 чорний король · d4 чорний пішак · g4 біла тура · h4 чорний пішак · a3 чорний пішак · a2 білий пішак · h2 білий король · e1 білий слон | b8 чорний слон · c8 біла тура · d8 чорний ферзь · e8 білий слон · c7 чорний кінь · f7 білий кінь · a6 чорна тура · b6 білий пішак · d6 білий ферзь · e6 чорний пішак · b5 чорний пішак · c5 чорний пішак · h5 чорна тура · b4 білий кінь · c4 чорний король · d4 чорний пішак · g4 біла тура · h4 чорний пішак · a3 чорний пішак · a2 білий пішак · h2 білий король · e1 білий слон | b8 чорний слон · c8 біла тура · d8 чорний ферзь · e8 білий слон · c7 чорний кінь · f7 білий кінь · a6 чорна тура · b6 білий пішак · d6 білий ферзь · e6 чорний пішак · b5 чорний пішак · c5 чорний пішак · h5 чорна тура · b4 білий кінь · c4 чорний король · d4 чорний пішак · g4 біла тура · h4 чорний пішак · a3 чорний пішак · a2 білий пішак · h2 білий король · e1 білий слон | b8 чорний слон · c8 біла тура · d8 чорний ферзь · e8 білий слон · c7 чорний кінь · f7 білий кінь · a6 чорна тура · b6 білий пішак · d6 білий ферзь · e6 чорний пішак · b5 чорний пішак · c5 чорний пішак · h5 чорна тура · b4 білий кінь · c4 чорний король · d4 чорний пішак · g4 біла тура · h4 чорний пішак · a3 чорний пішак · a2 білий пішак · h2 білий король · e1 білий слон | 3 |
| 2 | b8 чорний слон · c8 біла тура · d8 чорний ферзь · e8 білий слон · c7 чорний кінь · f7 білий кінь · a6 чорна тура · b6 білий пішак · d6 білий ферзь · e6 чорний пішак · b5 чорний пішак · c5 чорний пішак · h5 чорна тура · b4 білий кінь · c4 чорний король · d4 чорний пішак · g4 біла тура · h4 чорний пішак · a3 чорний пішак · a2 білий пішак · h2 білий король · e1 білий слон | b8 чорний слон · c8 біла тура · d8 чорний ферзь · e8 білий слон · c7 чорний кінь · f7 білий кінь · a6 чорна тура · b6 білий пішак · d6 білий ферзь · e6 чорний пішак · b5 чорний пішак · c5 чорний пішак · h5 чорна тура · b4 білий кінь · c4 чорний король · d4 чорний пішак · g4 біла тура · h4 чорний пішак · a3 чорний пішак · a2 білий пішак · h2 білий король · e1 білий слон | b8 чорний слон · c8 біла тура · d8 чорний ферзь · e8 білий слон · c7 чорний кінь · f7 білий кінь · a6 чорна тура · b6 білий пішак · d6 білий ферзь · e6 чорний пішак · b5 чорний пішак · c5 чорний пішак · h5 чорна тура · b4 білий кінь · c4 чорний король · d4 чорний пішак · g4 біла тура · h4 чорний пішак · a3 чорний пішак · a2 білий пішак · h2 білий король · e1 білий слон | b8 чорний слон · c8 біла тура · d8 чорний ферзь · e8 білий слон · c7 чорний кінь · f7 білий кінь · a6 чорна тура · b6 білий пішак · d6 білий ферзь · e6 чорний пішак · b5 чорний пішак · c5 чорний пішак · h5 чорна тура · b4 білий кінь · c4 чорний король · d4 чорний пішак · g4 біла тура · h4 чорний пішак · a3 чорний пішак · a2 білий пішак · h2 білий король · e1 білий слон | b8 чорний слон · c8 біла тура · d8 чорний ферзь · e8 білий слон · c7 чорний кінь · f7 білий кінь · a6 чорна тура · b6 білий пішак · d6 білий ферзь · e6 чорний пішак · b5 чорний пішак · c5 чорний пішак · h5 чорна тура · b4 білий кінь · c4 чорний король · d4 чорний пішак · g4 біла тура · h4 чорний пішак · a3 чорний пішак · a2 білий пішак · h2 білий король · e1 білий слон | b8 чорний слон · c8 біла тура · d8 чорний ферзь · e8 білий слон · c7 чорний кінь · f7 білий кінь · a6 чорна тура · b6 білий пішак · d6 білий ферзь · e6 чорний пішак · b5 чорний пішак · c5 чорний пішак · h5 чорна тура · b4 білий кінь · c4 чорний король · d4 чорний пішак · g4 біла тура · h4 чорний пішак · a3 чорний пішак · a2 білий пішак · h2 білий король · e1 білий слон | b8 чорний слон · c8 біла тура · d8 чорний ферзь · e8 білий слон · c7 чорний кінь · f7 білий кінь · a6 чорна тура · b6 білий пішак · d6 білий ферзь · e6 чорний пішак · b5 чорний пішак · c5 чорний пішак · h5 чорна тура · b4 білий кінь · c4 чорний король · d4 чорний пішак · g4 біла тура · h4 чорний пішак · a3 чорний пішак · a2 білий пішак · h2 білий король · e1 білий слон | b8 чорний слон · c8 біла тура · d8 чорний ферзь · e8 білий слон · c7 чорний кінь · f7 білий кінь · a6 чорна тура · b6 білий пішак · d6 білий ферзь · e6 чорний пішак · b5 чорний пішак · c5 чорний пішак · h5 чорна тура · b4 білий кінь · c4 чорний король · d4 чорний пішак · g4 біла тура · h4 чорний пішак · a3 чорний пішак · a2 білий пішак · h2 білий король · e1 білий слон | 2 |
| 1 | b8 чорний слон · c8 біла тура · d8 чорний ферзь · e8 білий слон · c7 чорний кінь · f7 білий кінь · a6 чорна тура · b6 білий пішак · d6 білий ферзь · e6 чорний пішак · b5 чорний пішак · c5 чорний пішак · h5 чорна тура · b4 білий кінь · c4 чорний король · d4 чорний пішак · g4 біла тура · h4 чорний пішак · a3 чорний пішак · a2 білий пішак · h2 білий король · e1 білий слон | b8 чорний слон · c8 біла тура · d8 чорний ферзь · e8 білий слон · c7 чорний кінь · f7 білий кінь · a6 чорна тура · b6 білий пішак · d6 білий ферзь · e6 чорний пішак · b5 чорний пішак · c5 чорний пішак · h5 чорна тура · b4 білий кінь · c4 чорний король · d4 чорний пішак · g4 біла тура · h4 чорний пішак · a3 чорний пішак · a2 білий пішак · h2 білий король · e1 білий слон | b8 чорний слон · c8 біла тура · d8 чорний ферзь · e8 білий слон · c7 чорний кінь · f7 білий кінь · a6 чорна тура · b6 білий пішак · d6 білий ферзь · e6 чорний пішак · b5 чорний пішак · c5 чорний пішак · h5 чорна тура · b4 білий кінь · c4 чорний король · d4 чорний пішак · g4 біла тура · h4 чорний пішак · a3 чорний пішак · a2 білий пішак · h2 білий король · e1 білий слон | b8 чорний слон · c8 біла тура · d8 чорний ферзь · e8 білий слон · c7 чорний кінь · f7 білий кінь · a6 чорна тура · b6 білий пішак · d6 білий ферзь · e6 чорний пішак · b5 чорний пішак · c5 чорний пішак · h5 чорна тура · b4 білий кінь · c4 чорний король · d4 чорний пішак · g4 біла тура · h4 чорний пішак · a3 чорний пішак · a2 білий пішак · h2 білий король · e1 білий слон | b8 чорний слон · c8 біла тура · d8 чорний ферзь · e8 білий слон · c7 чорний кінь · f7 білий кінь · a6 чорна тура · b6 білий пішак · d6 білий ферзь · e6 чорний пішак · b5 чорний пішак · c5 чорний пішак · h5 чорна тура · b4 білий кінь · c4 чорний король · d4 чорний пішак · g4 біла тура · h4 чорний пішак · a3 чорний пішак · a2 білий пішак · h2 білий король · e1 білий слон | b8 чорний слон · c8 біла тура · d8 чорний ферзь · e8 білий слон · c7 чорний кінь · f7 білий кінь · a6 чорна тура · b6 білий пішак · d6 білий ферзь · e6 чорний пішак · b5 чорний пішак · c5 чорний пішак · h5 чорна тура · b4 білий кінь · c4 чорний король · d4 чорний пішак · g4 біла тура · h4 чорний пішак · a3 чорний пішак · a2 білий пішак · h2 білий король · e1 білий слон | b8 чорний слон · c8 біла тура · d8 чорний ферзь · e8 білий слон · c7 чорний кінь · f7 білий кінь · a6 чорна тура · b6 білий пішак · d6 білий ферзь · e6 чорний пішак · b5 чорний пішак · c5 чорний пішак · h5 чорна тура · b4 білий кінь · c4 чорний король · d4 чорний пішак · g4 біла тура · h4 чорний пішак · a3 чорний пішак · a2 білий пішак · h2 білий король · e1 білий слон | b8 чорний слон · c8 біла тура · d8 чорний ферзь · e8 білий слон · c7 чорний кінь · f7 білий кінь · a6 чорна тура · b6 білий пішак · d6 білий ферзь · e6 чорний пішак · b5 чорний пішак · c5 чорний пішак · h5 чорна тура · b4 білий кінь · c4 чорний король · d4 чорний пішак · g4 біла тура · h4 чорний пішак · a3 чорний пішак · a2 білий пішак · h2 білий король · e1 білий слон | 1 |
|   | a | b | c | d | e | f | g | h |   |

FEN: 1bRqB3/2n2N2/rP1Qp3/1pp4r/1Nkp2Rp/p7/P6K/4B3
1. … Sc~  2. Rxd4# A
1. … Sd5! 2. Rxc5# B
1. Qe5! ~ 2. Qe2#
1. … Sc~  2. Rxc5# B
1. … Sd5! 2. Rxd4# A

### Циклічна форма
Для вираження циклічної форми необхідно, щоб у задачі було, як мінімум, три фази.
Алгоритм вираження циклічної форми теми:

1. … a~ 2. A #
1. … a!  2. B #
1. X?
1. … a~ 2. B #
1. … a!  2. C #, 1. … x!
1. Y!
1. … a~ 2. C #
1. … a!  2. A #